# Josina van Aerssen
Josina Anna Petronella baroness van, más conocida como Josina van Boetzelaer (nacida en La Haya el 3 de enero de 1733-fallecida en IJsselstein el 3 de septiembre de 1797), fue una compositora neerlandesa, pintora, dama de compañía y miembro de la nobleza. Hija de Cornelis van Aerssen (1698-1766) y Anna Albertina van Schagen Beijeren (1699-1762). En 1768 Josina van Aerssen se casó con Carel barón van Boetzelaer (1727-1803), soldado profesional, en La Haya. De este matrimonio nacieron 1 hijo y 2 hijas.
Como dama de honor de Ana de Hannover, esposa del príncipe Guillermo IV,  Josina van Aerssen pudo asistir a los numerosos conciertos de la corte y representaciones de ópera en La Haya. Tanto para la princesa Anna como para su hija Caroline, ambas talentosas músicas, hacer música era una actividad diaria y es posible que Josina participara en la creación de música en los círculos de la corte. Leopold Mozart, en Holanda desde septiembre de 1765 hasta finales de marzo de 1766 en relación con la gira de conciertos de sus dos niños prodigio Wolfgang y Nannerl, la señaló como 'Mdlle. Vossol' en una lista de personas que conoció en La Haya. Vossol, en realidad Voshol, fue la gloria de la que Van Aerssen derivó su título y sus derechos. Esta lista también incluye al profesor de música de Josina, Francesco Pasquale Ricci (1732-1817), violinista que trabajó entre otras cosas en la orquesta de la corte de La Haya entre 1764 y 1780 . Hacia 1777 Ricci dedicó seis arietas a Josina van Boetzelaer. En el encargo de esta obra, se refiere tanto a su canto como a su composición.

## Composiciones
Alrededor de 1780, Josina van Boetzelaer hizo que aparecieran impresas cuatro colecciones de música compuesta por ella misma: Sei ariette  opus 1 y opus 2 y 4, colecciones de obras vocales orquestadas, del opus 3, 6 Canzonette a piu voce, no hay copia conocida hoy en día. Su primer trabajo apareció bajo el nombre de 'Baroness NN' (nomen nescio), opus 2 y 4 que sí publicó bajo su propio nombre.